# Powiat Pyritz

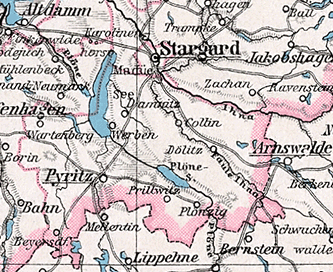
Mapa powiatu pyrzyckiego z 1905 r.

Powiat Pyritz (niem. Landkreis Pyritz, Kreis Pyritz; pol. powiat pyrzycki) – dawny powiat na terenie kolejno Prus, Cesarstwa Niemieckiego, Republiki Weimarskiej oraz III Rzeszy, istniejący od 1818 do 1945. Należał do rejencji szczecińskiej, w prowincji Pomorze. Teren dawnego powiatu leży obecnie w Polsce, w województwie zachodniopomorskim.
W 1939 roku powiat zamieszkiwało 47 752 osób, z czego 43 980 ewangelików, 2 992 katolików, 73 pozostałych chrześcijan i 29 Żydów.
Wiosną 1945 obszar powiatu zdobyły wojska 2 Frontu Białoruskiego Armii Czerwonej. Po odejściu wojsk frontowych, powiat na podstawie uzgodnień jałtańskich został przekazany polskiej administracji. Jeszcze w tym samym roku zmieniono nazwę powiatu na powiat pyrzycki, nie zmieniając znacząco granic.
1 stycznia 1945 na terenie powiatu znajdowało się jedno miasto:
- Pyritz (Pyrzyce, siedziba powiatu, 11 287 mieszk[2].),

a także 86 innych gmin.